# السهله الشمالیه
السهله الشمالیه یک منطقهٔ مسکونی در قطر است که در شهرداری الشحانیه واقع شده‌است.